# Strumigenys lewisi
Strumigenys lewisi är en myrart som beskrevs av Cameron 1886. Strumigenys lewisi ingår i släktet Strumigenys och familjen myror. Inga underarter finns listade i Catalogue of Life.

## Bildgalleri

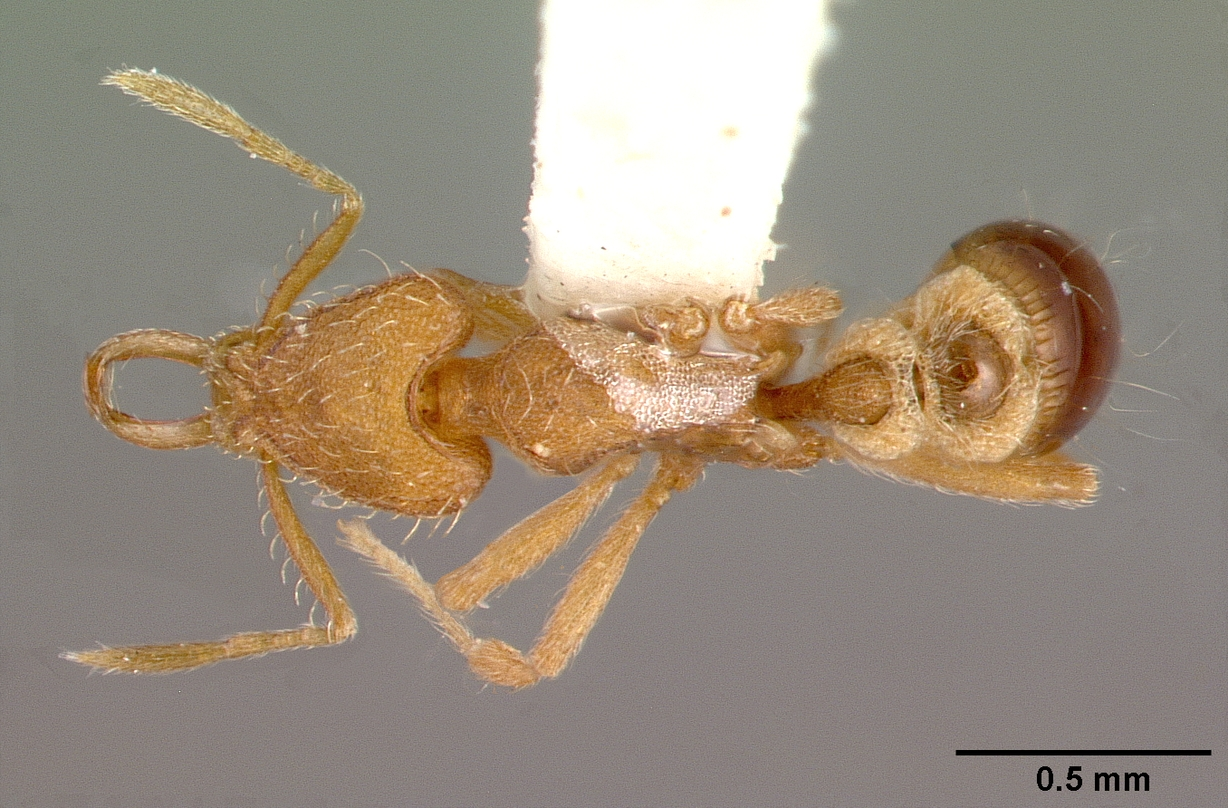
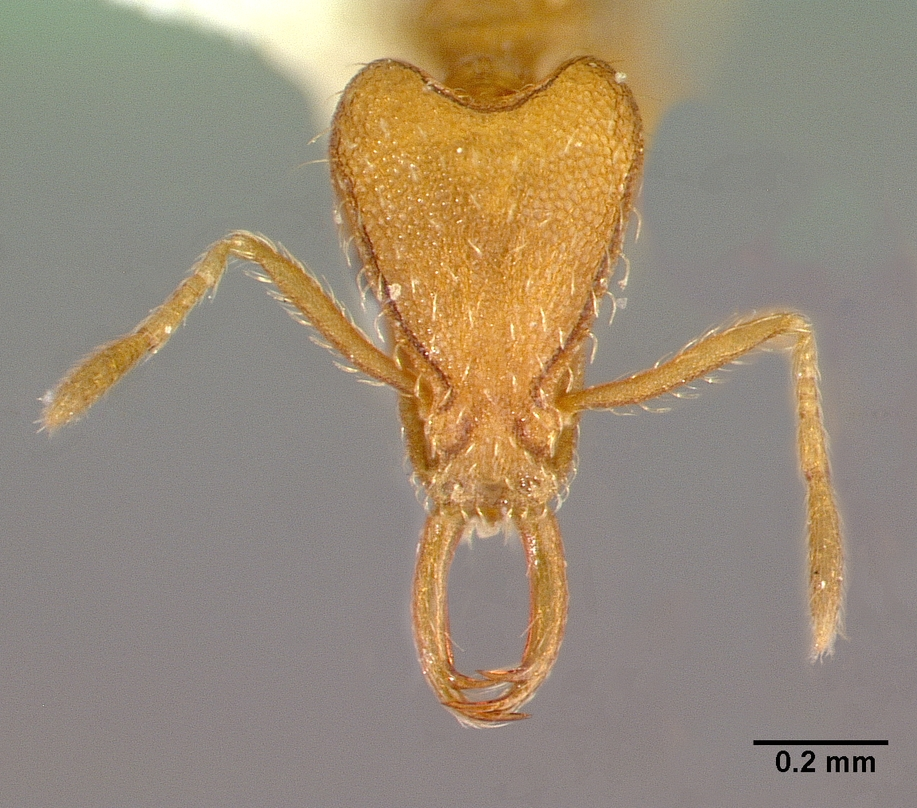
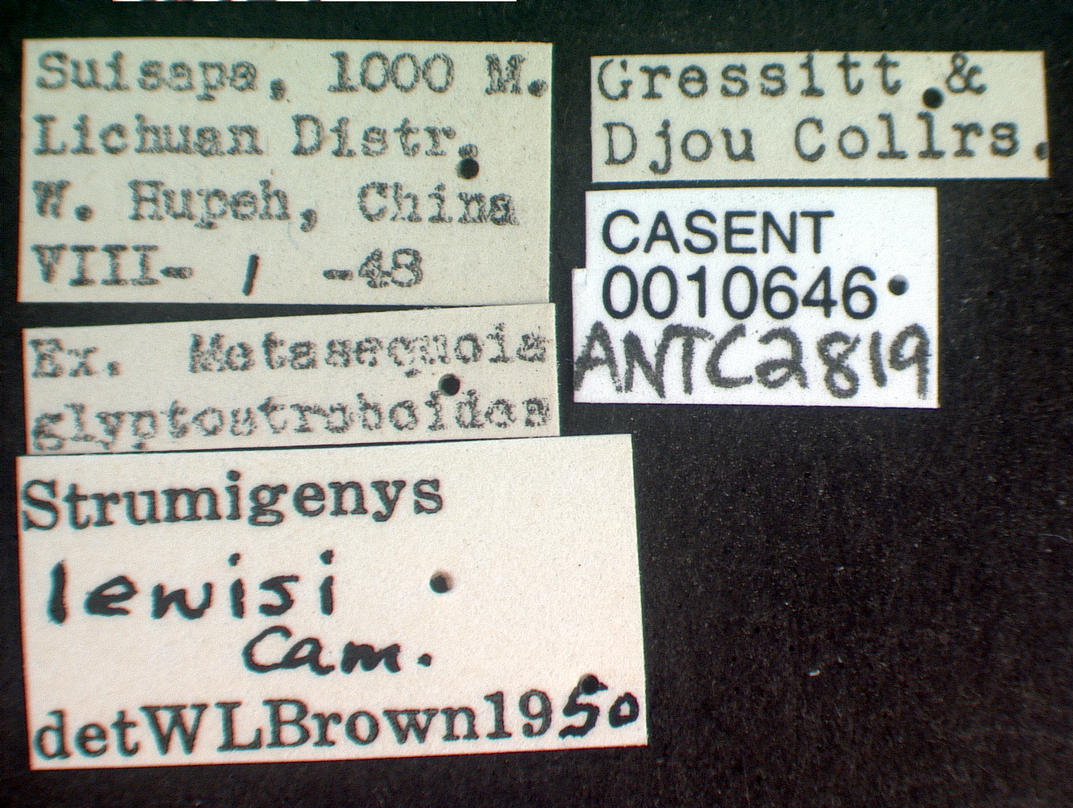
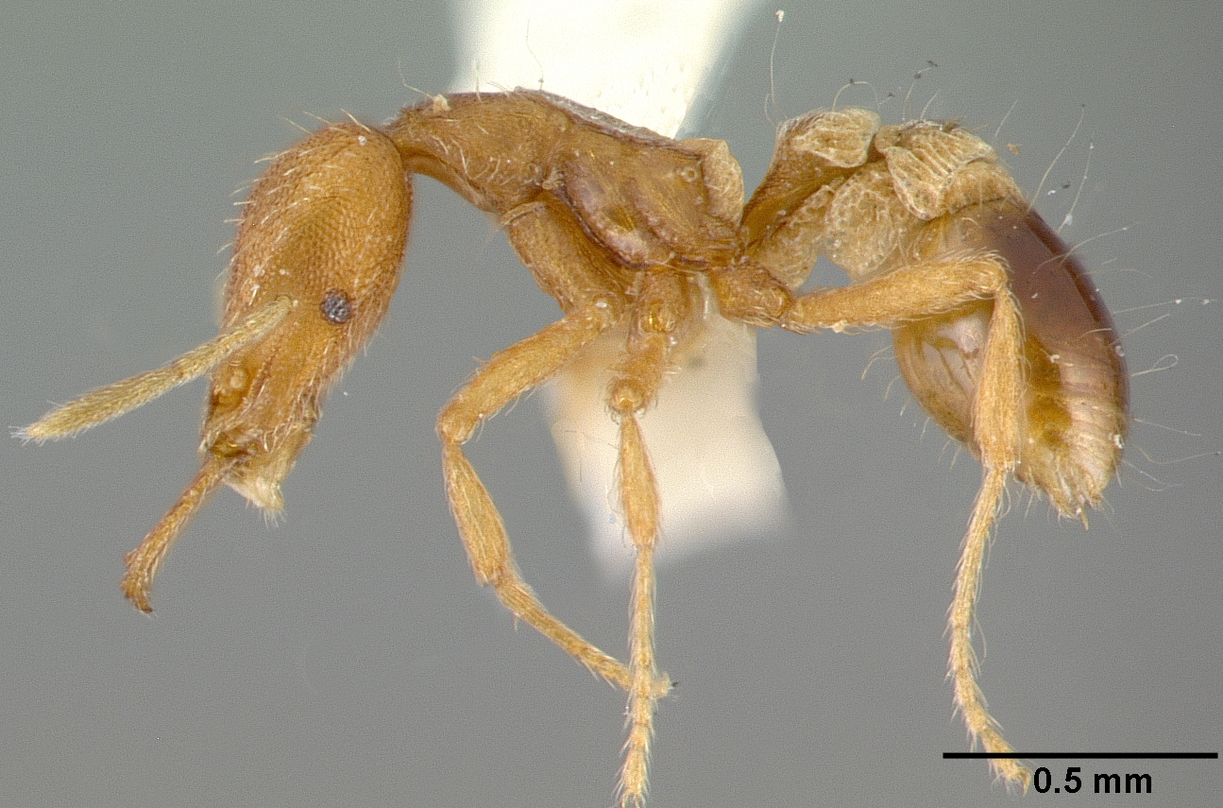